# François André (advocaat)
François Alexandre André (Hon-Hergies, 24 januari 1869 - Brussel, 1 november 1945) was een Belgisch senator en advocaat. Hij was een halve eeuw advocaat en wijdde er een boek aan, dat postuum verscheen. Het senatorschap bleef, door de schuld van de oorlog, een virtuele functie.

## Levensloop

### Familie, opleiding, beroep en politiek engagement
André was de zoon van bierhandelaar Lucien André en Esther Lerat. Zij hadden drie zoons en twee dochters, onder wie Edouard André, die socialistisch burgemeester werd van Elouges. Zelf trouwde François André in 1900 met Elisa Descamps.
In 1890 behaalde hij het diploma van doctor in de rechten aan de ULB. Hij liep stage bij het kantoor van Fulgence Masson, die voor de Liberale Partij volksvertegenwoordiger en minister zou worden, en schreef zich in 1895 als advocaat in aan de Balie van Bergen. Hij bleef er actief tot aan zijn dood en werd ook stafhouder. 
In zijn studententijd werd hij actief bij de radicale vleugel van de Liberale Partij. Onder invloed van de progressieve ULB-professor Hector Denis en medestudenten als Emile Vandervelde en Jules Destrée evolueerde hij echter richting het socialisme. André sloot hij zich aan bij de socialistische studentenkring van Bergen en was in 1890 een van de organisatoren van het eerste nationale congres van socialistische studentenverenigingen.

### Provinciale politiek
In 1904 werd François André voor het kanton Boussu verkozen tot provincieraadslid van Henegouwen. Vanaf 1905 bekleedde hij in de provincieraad de functie van ondervoorzitter en in 1909 werd hij voorzitter van de provincieraad. Nadat socialisten, liberalen en katholieken na de Eerste Wereldoorlog een regering van nationale eenheid hadden gevormd, eisten de eerste twee partijen een herverdeling van de negen provinciegouverneursposten, die toen allemaal in handen waren van de katholieken. Er was sprake van dat François André aangesteld zou worden tot gouverneur van Henegouwen, in opvolging van de katholiek Maurice Damoiseaux, maar die weigerde een stap opzij te zetten. Als compensatie werd André in 1919 aangesteld tot Hoge Koninklijke Commissaris voor de provincies Brabant, Henegouwen en Namen, een functie waarbij de wederopbouw in die drie provincies zou coördineren. Tegelijkertijd bleef hij voorzitter van de provincieraad van Henegouwen, hetgeen hij vanaf 1924 combineerde met het ambt van gedeputeerde.

### Inzet voor cultuur
François André zette zich hard in voor cultuur. Hij was samen met Paul Pastur oprichter van de Université Populaire in Bergen, werd in 1913 in Henegouwen voorzitter van de Provinciale Commissie voor Schone Kunsten en in 1919 voorzitter van de Provinciale commissie voor de vrijetijdsbesteding van de arbeider. André was daarnaast medeoprichter van de vzw Les Amis du Hainaut, die in 1930 een prijs creëerde die werd uitgereikt aan Henegouwers die bijzondere verdiensten hadden geleverd aan de provincie. Daarenboven was hij voorzitter van het Hulpcomité voor Artiesten en lid van de Waalse Cultuurraad. In 1910 stichtte hij, met Louis Pierard en Fulgence Masson de Amitiés Françaises in Bergen.

### Senator
In 1939 verliet André de provinciale politiek en werd hij gecoöpteerd senator voor de Belgische Werkliedenpartij. In de Senaat was hij lid van de commissies Justitie en Buitenlandse Zaken, maar de oorlog verhinderde een concrete activiteit. Gedurende de hele oorlog was hij in Bergen bijzonder actief in allerhande hulpverlenende organisaties. Na de Bevrijding in september 1944 zetelde François André nog een jaar in de Senaat, tot hij in november 1945 overleed.

### Activiteiten in de Waalse Beweging
In 1912 was hij aanwezig op het Waals Congres, waar hij samen met de liberaal Emile Buisset de verdediging opnam van een voorstel om het gezag van de door de katholieken aangestuurde centrale overheid te verzwakken door de autonomie van de provincies te versterken. Hij nam ook deel aan de oprichting van een Assemblée wallonne, waarin hij tot 1940 zou zetelen en vanaf 1913 deel uitmaakte van het bureau. In 1938 was hij tevens lid van het erecomité van het eerste Culturele Congres van de Waalse Beweging. In september 1944 wist hij de Waalsgezinde socialisten, met uitzondering van de Luikse, ertoe te overhalen om steun te verlenen aan de regering-Pierlot VI.

### Vrijmetselarij
André werd vanaf 1890 vrijmetselaar in de loge La Parfaite Union, en werd er in 1909 Achtbare Meester van..

### Activiteiten als journalist
Van 1893 tot 1897 leidde André het door hem opgerichte nieuwsblad Le Libre Journal, waar hij veel publiceerde onder de naam Paul Germain. Ook publiceerde hij onder dit pseudoniem in verschillende literaire en politieke kranten en andere publicaties en was hij in 1901 medeoprichter van het blad L'idée libre, dat tot in 1904 zou bestaan.

## Publicaties
- Le droit à la Beauté, Bergen, 1898
- La séparation administrative, Frameries, 1912
- La beauté du travail, Bergen, 1914
- Le Rêve et l'Action, Brussel, 1919
- L'idée religieuse, Brussel, 1927
- Mes cinquante années de barreau, Bergen, 1946

## Voetnota
1. ↑   Aldus vermeld in Désiré Destandberg, Histoire de la Loge de Saint-Jean, connue sous le signe distintif du 'Septentrion', Gent, 1911